# Conrad (Montana)
Conrad és una població dels Estats Units a l'estat de Montana. Segons el cens del 2000 tenia 2.753 habitants.

## Demografia
Segons el cens del 2000, Conrad tenia 2.753 habitants, 1.154 habitatges, i 755 famílies. La densitat de població era de 900,8 habitants per km².
Dels 1.154 habitatges en un 32,1% hi vivien nens de menys de 18 anys, en un 52,6% hi vivien parelles casades, en un 9,4% dones solteres, i en un 34,5% no eren unitats familiars. En el 31,3% dels habitatges hi vivien persones soles el 16,2% de les quals corresponia a persones de 65 anys o més que vivien soles. El nombre mitjà de persones vivint en cada habitatge era de 2,33 i el nombre mitjà de persones que vivien en cada família era de 2,92.
Per edats la població es repartia de la següent manera: un 26,3% tenia menys de 18 anys, un 5,9% entre 18 i 24, un 25,7% entre 25 i 44, un 21,1% de 45 a 60 i un 21% 65 anys o més.
L'edat mediana era de 40 anys. Per cada 100 dones de 18 o més anys hi havia 85 homes.
La renda mediana per habitatge era de 29.432 $ i la renda mediana per família de 42.056 $. Els homes tenien una renda mediana de 31.908 $ mentre que les dones 19.286 $. La renda per capita de la població era de 15.742 $. Aproximadament el 10,6% de les famílies i el 13,4% de la població estaven per davall del llindar de pobresa.

## Poblacions més properes
El següent diagrama mostra les poblacions més properes.